# Abdou Rahman Dampha
Abdou Rahman Dampha (ur. 27 grudnia 1991 w Bandżulu) – gambijski piłkarz grający na pozycji pomocnika.

## Kariera klubowa
| Sezon   | Klub            | Kraj       | Rozgrywki   | Mecze | Bramki | Rozgrywki Europy | Mecze | Bramki |
| ------- | --------------- | ---------- | ----------- | ----- | ------ | ---------------- | ----- | ------ |
| 2008/09 | MC Saïda        | Algieria   | Nedjma D1   | 20    | 5      | -                | -     | -      |
| 2009/10 | Neuchâtel Xamax | Szwajcaria | Axpo League | 12    | 2      | -                | -     | -      |
| 2010/11 | Neuchâtel Xamax | Szwajcaria | Axpo League | 17    | 0      | -                | -     | -      |
| 2011/12 | Neuchâtel Xamax | Szwajcaria | Axpo League | 13    | 1      | -                | -     | -      |
| 2012/13 | AS Nancy        | Francja    | Ligue 1     | 0     | 0      | -                | -     | -      |
| 2013/14 | AS Nancy        | Francja    | Ligue 2     | 1     | 0      | -                | -     | -      |
| 2015/16 | US Raon-l'Étape | Francja    | CFA 2       | 9     | 1      | -                | -     | -      |

Stan na: koniec sezonu 2015/2016

## Kariera reprezentacja
W reprezentacji Gambii zadebiutował w 2011 roku.